# M109
M 109 (conosciuta anche come NGC 3992) è una galassia a spirale barrata a circa 55 milioni di anni luce, nella costellazione dell'Orsa Maggiore; fu scoperta da Pierre Méchain nel 1781.

## Osservazione

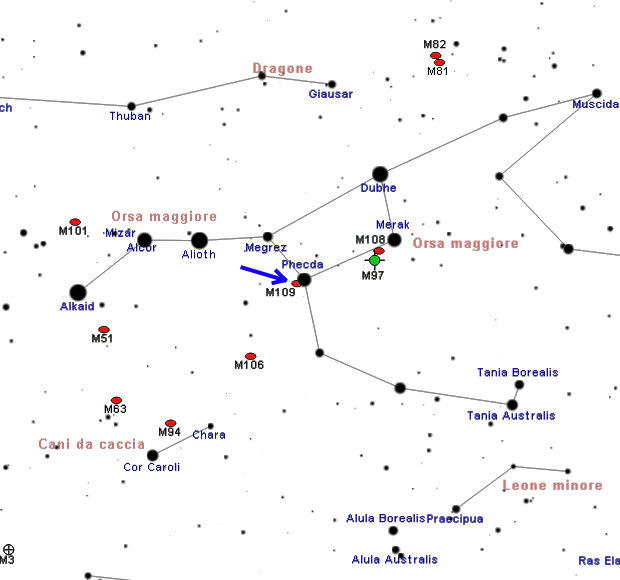
Mappa per individuare M109.

M109 è facilissima da individuare, essendo visibile appena 1° a sud-est della brillante e ben nota stella Phecda (γ Ursae Majoris), parte dell'asterismo del Grande Carro; sebbene non sia visibile con un binocolo e nei cercatori da 50 o 60mm di apertura, è facilmente rintracciabile direttamente al telescopio partendo dalla stessa stella γ. La sua luminosità è piuttosto bassa e la luce della vicina stella infastidisce un po' la sua osservazione se si osserva con un oculare a grande campo; la struttura maggiormente visibile è il nucleo, da cui parte la barra centrale a cui sono legati due bracci di spirale.
La sua declinazione è molto settentrionale: infatti questa galassia si presenta circumpolare da gran parte dell'emisfero boreale, come quasi tutta l'Europa e buona parte del Nordamerica; dall'emisfero australe invece è possibile osservarla fino alle latitudini temperate medie. Il periodo migliore per la sua osservazione nel cielo boreale è quello compreso fra gennaio e agosto.

## Storia delle osservazioni
M109 fu osservata per la prima volta da Pierre Méchain, assieme a M108 nel febbraio del 1784; la descrive come una nebulosa, al pari dell'altro oggetto. Fu inserita nel Catalogo di Messier non da Charles Messier, che la osservò quando ormai il suo catalogo era stato pubblicato, ma solo nel corso degli anni cinquanta del XX secolo. John Herschel la riosservò nel corso della prima metà dell'Ottocento e le sue osservazioni e descrizioni sono servite poi da base per la creazione del New General Catalogue ad opera di John Dreyer.

## Caratteristiche
M109 ha un'estensione angolare massima di circa 7-8 minuti d'arco, una magnitudine apparente tra 9,5 e 9,6 e un diametro reale di circa 130.000 anni luce. Questa galassia recede da noi alla velocità di 1142 km/s. Una supernova di tipo Ia è esplosa sul bordo sudorientale di questa galassia il 17 marzo 1956; fu catalogata come SN 1956A e raggiunse la magnitudine apparente 12,8. È stata l'unica supernova osservata fra i bracci di questa galassia.
M109 ha tre galassie satelliti, catalogate come UGC 6923, UGC 6940 and UGC 6969, e probabilmente ve ne sono anche altre più piccole; sono state condotte su queste galassie compresa la primaria un buon numero di osservazioni nella linea di emissione dell'idrogeno. La distribuzione delle regioni H I di M109 è regolare, con un'estensione radiale di basso livello all'esterno del disco galattico, mentre nella regione della barra è presente un buco nella distribuzione dell'idrogeno neutro.

M109 è la galassia più brillante del Gruppo di M109, un grande gruppo di galassie situato nella costellazione dell'Orsa Maggiore che potrebbe contenere anche più di 50 galassie.

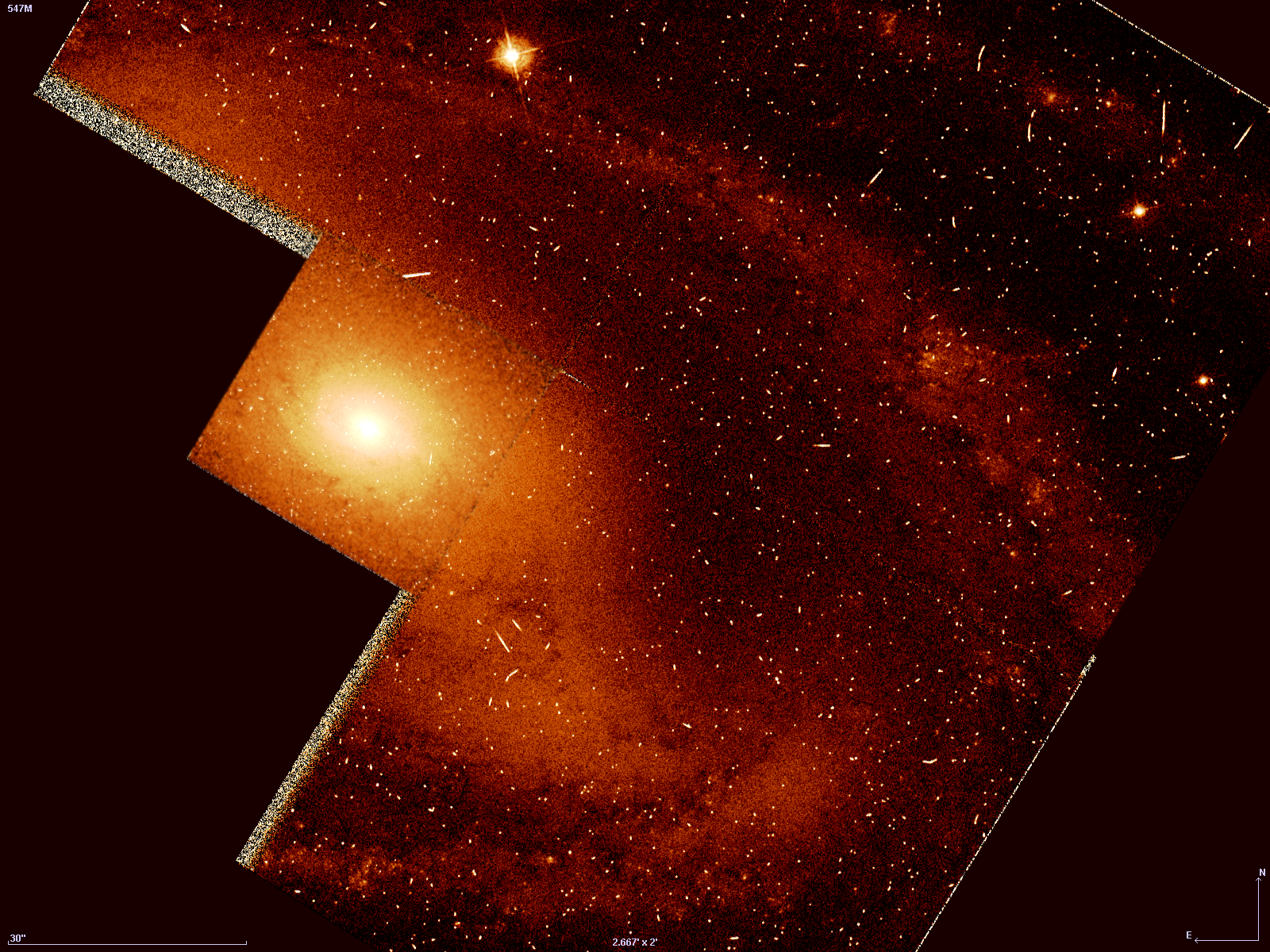
M109  (Telescopio spaziale Hubble)
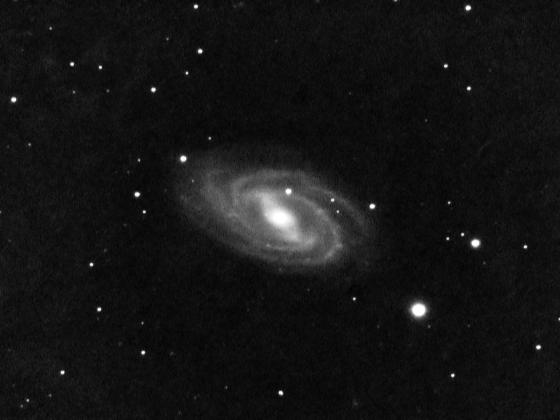
M109

### Libri
- (EN) Stephen James O'Meara, Deep Sky Companions: The Messier Objects, Cambridge University Press, 1998, ISBN 0-521-55332-6.

### Carte celesti
- Toshimi Taki, Taki's 8.5 Magnitude Star Atlas, su geocities.jp, 2005. URL consultato il 7 novembre 2010 (archiviato dall'url originale il 5 novembre 2018). - Atlante celeste liberamente scaricabile in formato PDF.
- Tirion, Rappaport, Lovi, Uranometria 2000.0 - Volume I - The Northern Hemisphere to -6°, Richmond, Virginia, USA, Willmann-Bell, inc., 1987, ISBN 0-943396-14-X.
- Tirion, Sinnott, Sky Atlas 2000.0 - Second Edition, Cambridge, USA, Cambridge University Press, 1998, ISBN 0-933346-90-5.
- Tirion, The Cambridge Star Atlas 2000.0, 3ª ed., Cambridge, USA, Cambridge University Press, 2001, ISBN 0-521-80084-6.